# Odontogeriatría
La odontogeriatría se define como “la atención de la salud bucal para personas de 65 años de edad y mayores y para personas de cualquier edad, cuyo estado físico general esté significativamente influenciado por procesos degenerativos y enfermedades que se asocian habitualmente con la persona mayor”. 
Suelen tener una o más enfermedades crónicas que implican un deterioro físico o mental debilitantes, con problemas asociados psicosociales y/o derivados de tratamientos medicamentosos. 
A medida que pasan los años la gente vive más y conserva cada vez más sus piezas dentarias. Al mismo tiempo, sus demandas son cada vez mayores y requieren de profesionales preparados no solamente en las características odontológicas de los ancianos, sino también en aspectos médicos, gerontológicos y psicológicos, para poder llegar a un grado de comprensión indispensable que posibilite un buen diagnóstico y un plan de tratamiento adecuado.
No basta demostrar sensibilidad a las necesidades de las personas mayores; los problemas clínicos para planear y suministrar atención odontogeriátrica pueden ser muy grandes y a menudo obligan a adquirir nuevos conocimientos y habilidades teórico - prácticas.
Sería ideal que, en un futuro cercano, se acreciente la capacitación de los profesionales que atienden pacientes ancianos. Esto redundará en el mejoramiento de la relación del profesional con este número cada vez mayor de personas.
La atención del adulto mayor o viejo (elder) debe ser multidisciplinaria abarcando todas las esferas que requiera. Es así como la medicina basada en evidencia se centra en el paciente y su entorno con el objetivo de prevenir enfermedades crónicas en vez de curar o atender enfermedades.
- Datos: Q6048903